# Chrást (ort i Tjeckien, Mellersta Böhmen, lat 50,12, long 14,90)
Chrást är en ort i Tjeckien.   Den ligger i regionen Mellersta Böhmen, i den centrala delen av landet, 30 km öster om huvudstaden Prag. Chrást ligger 220 meter över havet och antalet invånare är 480.
Terrängen runt Chrást är platt, och sluttar norrut. Runt Chrást är det ganska glesbefolkat, med 45 invånare per kvadratkilometer. Närmaste större samhälle är Český Brod, 5,6 km sydväst om Chrást. Trakten runt Chrást består till största delen av jordbruksmark.